# Information Please
Information Please war eine populäre US-amerikanische Radioshow auf NBC, die von 1938 bis 1951 lief. Es entstanden zudem eine Kurzfilmreihe, eine (kurzlebige) Fernsehshow, Quizbücher, Almanache, Kartenspiele usw., die auf der Show basierten.

## Radio-Show
Das Konzept der Sendung, die wöchentlich ausgestrahlt wurde und eine Länge von 30 Minuten hatte, wurde von Dan Golenpaul entwickelt. In der Radioshow konnten Zuschauer Fragen einsenden, die eine Gruppe von Experten beantworten musste. Schaffte die Expertengruppe es nicht, die Fragen zu beantwortet, gewann der Einsender einen Geldbetrag sowie eine Encyclopaedia Britannica. Zunächst konnten fünf Dollar gewonnen werden, wobei sich der Geldbetrag im Laufe der Jahre auch aufgrund von Sponsorengeldern erhöhte.
Moderator der Sendung war Clifton Fadiman. Die Jury bestand aus drei Experten Franklin Pierce Adams (Shakespeare-Experte und Kolumnist), John Kieran (Linguist, Botaniker, Vogelexperte) und Oscar Levant (Schauspieler, Musiker). Ein viertes Jurymitglied war in der Regel ein bekannter Hollywood-Star oder Politiker. Zu den Gästen zählten beispielsweise Boris Karloff, Alfred Hitchcock und Lillian Gish.
Die erste Sendung wurde am 17. Mai 1938 ausgestrahlt. In kurzer Zeit wurde Information, Please! in der Öffentlichkeit extrem populär und erreichte wöchentlich mehr als 20.000 Postzusendungen mit Fragen an die Jury. Bis zur Einstellung der Show wurden 1.366 Exemplare der Encyclopaedia Britannica vergeben. Am 22. April 1951 lief die letzte Folge von Information Please.

## Kurzfilmreihe
Der Erfolg der Radio-Show führte zu einer Reihe von Show-Kurzfilmen, die von 1939 bis 1942 in drei Staffeln als Reihe Information Please vermarktet wurde. Die Radio-Show wurde so in die Kinos gebracht. Jeder Film war ein Reel (rd. 10 Minuten) lang und wurde von RKO Radio produziert. Regisseur war Frank Donovan, als Produzent fungierte Frederic Ullman junior. Die erste Sendung der ersten Staffel vom 8. September 1939 wurde bei der Oscarverleihung 1940 für einen Oscar in der Kategorie Bester Kurzfilm (eine Filmrolle) nominiert.
Folgende Kurzfilme erschienen zwischen 1939 und 1942:
Staffel 1
- Nr. 1: 8. September 1939, Gast: Rex Stout
- Nr. 2: 6. Oktober 1939, Gast: Gene Tuney
- Nr. 3: 3. November 1939, Gast: Clarence Budington Kelland
- Nr. 4: 1. Dezember 1939, Gast: Deems Taylor
- Nr. 5: 29. Dezember 1939
- Nr. 6: 28. Januar 1940
- Nr. 7: 22. Februar 1940, Gast: Clarence Budington Kelland
- Nr. 8: 22. März 1940, Gast: Ruth Gordon
- Nr. 9: 10. April 1940, Gast: Elmer Davis
- Nr. 10: 17. Mai 1940, Gast: Deems Taylor
- Nr. 11: 2. Juni 1940, Gast: Christopher Morley
- Nr. 12: 22. Juli 1940, Gast: Wendell Willkie
- Nr. 13: 9. August 1940

Staffel 2
- Nr. 1: 4. September 1940, Gast: Anna Neagle
- Nr. 2: 4. Oktober 1940, Gast: Ruth Gordon
- Nr. 3: 1. November 1940
- Nr. 4: 29. November 1940
- Nr. 5: 23. Dezember 1940
- Nr. 6: Januar 1941
- Nr. 7: 21. Februar 1941
- Nr. 8: 21. März 1941, Gast: Boris Karloff
- Nr. 9: 18. April 1941, Gast: Alice Marble
- Nr. 10: 16. Mai 1941, Gast: Louis Bromfield
- Nr. 11: 13. Juni 1941
- Nr. 12: 11. Juli 1941, Gast: Boris Karloff
- Nr. 13: 8. August 1941

Staffel 3
- Nr. 1: 19. September 1941, Gast: John Gunther
- Nr. 2: 17. Oktober 1941, Gast: Howard Lindsay
- Nr. 3: Dezember 1941
- Nr. 4: 16. Januar 1942, Gast: John Gunther
- Nr. 5: 3. April 1942, Gast: John Carradine
- Nr. 6: 24. April 1942
- Nr. 7: 22. Mai 1942
- Nr. 8: 19. Juni 1942
- Nr. 9: 17. Juli 1942
- Nr. 10: 14. August 1942
- Nr. 11: 11. September 1942

## Fernsehshow
Vom 29. Juni 1952 bis 21. September 1952 lief Information Please als 30-minütige Fernsehshow auf CBS; sie war dabei Platzhalter für die Fred Waring Show, die während der Sommermonate pausierte. In der Jury saßen Franklin Pierce Adams und John Kieran sowie zwei Gaststars. Die Sendung wurde zunächst von Clifton Fadiman und vom 17. August bis September 1952 von John McCaffery moderiert.